# الصواف (كوم حمادة)
قرية الصواف هي إحدى القرى التابعة لمركز كوم حمادة في محافظة البحيرة في جمهورية مصر العربية. حسب إحصاءات سنة 2006، بلغ إجمالي السكان في الصواف 6881 نسمة، منهم 3462 رجل و3419 امرأة.

## التاريخ
قرية الصواف من القرى القديمة، حيث وردت في قوانين ابن مماتي وفي تحفة الإرشاد من أعمال حوف رمسيس، وفي التحفة السنية لابن الجيعان من أعمال البحيرة.